# در بهشت
«در بهشت» (به انگلیسی: In Heaven) ترانه‌ای است که اولین بار در موسیقی زمینه فیلم کله‌پاک‌کن به کارگردانی دیوید لینچ منتشر شد. در فیلم کله‌پاک‌کن، این ترانه توسط زنی که در یک رادیاتور قرار دارد، موسوم به بانوی داخل رادیاتور (به انگلیسی: Lady in the Radiator) که نقش آن توسط لارل نیر بازی شده، خوانده می‌شود. این ترانه در اصل توسط پیتر آیورز برای فیلم کله‌پاک‌کن نوشته و اجرا شد و در آلبوم موسیقی زمینه فیلم منتشر شد. این ترانه تا کنون توسط خواننده‌های بسیاری بازخوانی شده و بارها در فرهنگ عامه مورد اشاره قرار گرفته است. از جمله نسخه‌های بازخوانی‌شدهٔ سرشناس، می‌توان به نسخهٔ گروه آلترنیتیو راک آمریکایی، پیکسیز اشاره کرد. پیکسیز این ترانه را اولین بار در سال ۱۹۸۷ برای یک نوار دمو که در بین طرفداران به نوار صورتی‌رنگ معروف است، ضبط کرد. اما این نسخه سال‌ها بعد و در سال ۲۰۰۲ در یک آلبوم چندآهنگه به نام پیکسیز منتشر شد که کمتر از دو دقیقه طول دارد.